# Pingding, Guangdong
Pingding (kinesiska: 平定) är en köping i sydöstra Kina. Den ligger i Huazhou i staden Maoming i provinsen Guangdong, omkring 320 kilometer sydväst om provinshuvudstaden Guangzhou. Antalet invånare är 74 912. Befolkningen består av 36 237 kvinnor och 38 675 män. Barn under 15 år utgör 32 %, vuxna 15-64 år 57 %, och äldre över 65 år 10,0 %.